# حيرام برات
حيرام برات (بالإنجليزية: Hiram Pratt)‏ هو سياسي أمريكي، ولد في 28 يونيو 1800 في ويستمنستر في الولايات المتحدة، وتوفي في 27 أبريل 1840 في أوتيكا في الولايات المتحدة. نشط حزبياً في حزب اليمين.